# Catedral de San Pedro Apóstol (Pointe-Noire)
La Catedral de San Pedro Apóstol o bien Catedral de San Pedro Apóstol de Pointe-Noire (en francés: Cathédrale Saint-Pierre-Apôtre) es un edificio religioso que pertenece a la Iglesia católica y se localiza en Pointe-Noire la segunda ciudad más grande del país africano de la República del Congo.
Funciona como la sede de la arquidiócesis de Pointe-Noire (em latín: Dioecesis Nigrirostrensis) que fue creada el 14 de septiembre de 1955 con la bula "Dum tantis"  del Papa Pío XII y que está incluida en la provincia eclesiástica de Brazzaville. Utiliza el rito romano.